# Neue Deutsche Biographie
Neue Deutsche Biographie (NDB) je německojazyčná encyklopedie vydávaná od roku 1953 Historickou komisí při Bavorské akademii věd. Společně s předcházející edicí Allgemeine Deutsche Biographie (ADB), tvoří německý biografický slovník zásadního významu. Jednotlivá hesla jsou psána odborníky z oboru a obsahují zpravidla různé varianty jmen, genealogické údaje, životopisy s historickým zařazením, seznamy ocenění, pramenů, děl a literatury, a u některých hesel také portréty.